# Liste der Bodendenkmäler in Niedertaufkirchen
Auf dieser Seite sind die Bodendenkmäler in der oberbayerischen Gemeinde Niedertaufkirchen zusammengestellt. Diese Tabelle ist eine Teilliste der Liste der Bodendenkmäler in Bayern. Grundlage ist die Bayerische Denkmalliste, die auf Basis des Bayerischen Denkmalschutzgesetzes vom 1. Oktober 1973 erstmals erstellt wurde und seither durch das Bayerische Landesamt für Denkmalpflege geführt wird. Die folgenden Angaben ersetzen nicht die rechtsverbindliche Auskunft der Denkmalschutzbehörde.

## Bodendenkmäler der Gemeinde Niedertaufkirchen

### Bodendenkmäler in der Gemarkung Niedertaufkirchen
| Lage                         | Objekt | Akten-Nr.     | Bild |
| ---------------------------- | --- | ------------- | ---- |
| Niedertaufkirchen (Standort) | Burgstall des Mittelalters und der frühen Neuzeit (Burg Hohenbuchbach). | D-1-7641-0008 |      |
| Niedertaufkirchen (Standort) | Untertägige spätmittelalterliche und frühneuzeitliche Befunde im Bereich der katholischen Pfarrkirche St. Mauritius in Niedertaufkirchen und ihres Vorgängerbaus. Siehe auch: St. Martin (Niedertaufkirchen) | D-1-7641-0057 |      |
| Niedertaufkirchen (Standort) | Untertägige spätmittelalterliche und frühneuzeitliche Befunde im Bereich der Teile der katholischen Filialkirche Hl. Geist in Stetten. Siehe auch: Hl. Geist (Stetten)                                       | D-1-7641-0060 |      |
| Niedertaufkirchen (Standort) | Untertägige spätmittelalterliche und frühneuzeitliche Befunde im Bereich der katholischen Filialkirche St. Ulrich in Haunertsholzen. Siehe auch: St. Ulrich (Haunertsholzen)                                 | D-1-7641-0062 |      |

### Bodendenkmäler in der Gemarkung Roßbach
| Lage               | Objekt | Akten-Nr.     | Bild |
| ------------------ | --- | ------------- | ---- |
| Roßbach (Standort) | Untertägige mittelalterliche und frühneuzeitliche Befunde im Bereich der katholischen Filialkirche St. Leonhard von Leoprechting. Siehe auch: St. Leonhard (Leoprechting)           | D-1-7641-0051 |      |
| Roßbach (Standort) | Untertägige spätmittelalterliche und frühneuzeitliche Befunde im Bereich von Schloss Hellsberg und seiner Vorgängerbauten mit verebnetem Turmhügel. Siehe auch: Schloss Hellsberg   | D-1-7641-0052 |      |
| Roßbach (Standort) | Untertägige spätmittelalterliche und frühneuzeitliche Befunde im Bereich der Schlosskapelle St. Michael in Hellsberg. Siehe auch: St. Michael (Hellsberg)                           | D-1-7641-0053 |      |
| Roßbach (Standort) | Untertägige mittelalterliche und frühneuzeitliche Befunde im Bereich der katholischen Pfarrkirche St. Ägidius in Roßbach und ihres Vorgängerbaus. Siehe auch: St. Ägidius (Roßbach) | D-1-7641-0055 |      |